# 瑟爾尼基 (盧茨克區)
50°48′58″N 25°14′34″E / 50.81611°N 25.24278°E
瑟爾尼基（羅馬化：Syrnyky）是烏克蘭西部沃倫州盧茨克區卢茨克市镇的村落。處於謝爾納河左岸，面積0.83平方公里，海拔高度188米，2001年人口546。